# Gustavo Sangaré
Gustavo Fabrice Sangaré (Bobo-Dioulasso, 8 de novembro de 1996) é um futebolista burquinense que joga como volante. Atualmente defende o Quevilly-Rouen.

## Carreira
Revelado pelo Salitas e também com passagem pelo AS Frontignan, Sangaré assinou com o Quevilly-Rouen em 2018 para integrar o time reserva, sendo promovido ao elenco principal um ano depois.

## Carreira internacional
A estreia de Sangaré pela Seleção Burquinense foi num amistoso contra o Marrocos em junho de 2021, e seu primeiro gol foi em setembro do mesmo ano, contra a Argélia, em partida válida pelas eliminatórias da Copa de 2022.
Disputou a Copa das Nações Africanas em 2022, tendo marcado o primeiro gol da competição, mas não evitou a derrota para Camarões. Atuou nas demais partidas de Burkina Faso na CAN, onde terminou em quarto lugar.